# 鳅四极虫
鳅四极虫（学名：Chloromyxum misguni）为四极科四极虫属的动物。分布于日本、印度以及辽宁等，营寄生生活，寄生在泥鳅的胆囊。